# Koji Hachisuka
Koji Hachisuka (蜂須賀 孝治, Hachisuka Koji) est un footballeur japonais né le 20 juillet 1990. Il évolue au poste de latéral gauche.

## Biographie
Il joue cinq matchs en Ligue des champions d'Asie en 2013 avec le Vegalta Sendai.